# Jean Sylvain Bailly
Jean Sylvain Bailly (Paris, 15 de setembro de 1736 — Paris, 12 de novembro de 1793) foi um astrônomo e político francês.
Membro da Academia francesa, calculou a órbita do cometa Halley. Em 1766 publicou Ensaio sobre a teoria dos satélites e em 1771 escreveu a dissertação Sobre as desigualdades na luz dos satélites de Júpiter. Com a Revolução francesa, interrompeu seus estudos. 
Eleito deputado, é posteriormente escolhido presidente do Terceiro Estado e prefeito de Paris.

## Carreira
Após a fracassada tentativa de fuga da família real, Bailly tentou conter a multidão republicana que pedia a destituição de Luís XVI. Na manhã de 17 de julho de 1791, a tensão crescia à medida que aumentavam as suspeitas de traição por parte do rei. Cidadãos suspeitos de criticar o governo ou a Guarda Nacional eram interrogados e detidos.:174–190 Bailly, ao saber de uma concentração no Champ de Mars, onde cidadãos se reuniam para assinar petições pela destituição do Rei, impôs a lei marcial e ordenou que a Guarda Nacional dispersasse a reuião. Seguiu-se uma repressão violenta, com muitos mortos, e Bailly, juntamente com Lafayette, foi responsabilizado por aquilo que ficaria conhecido como o Massacre do Campo de Marte, fato considerado pelos revolucionários como um exemplo de opressão pelo governo.:174–190,213 Assim, tendo-se tornado extremamente impopular, Bailly renunciou às suas funções políticas em 12 de novembro e foi substituído, quatro dias depois, por Jerôme Pétion. Bailly mudou-se para Nantes onde compôs sua obra Mémoires d'un Témoin, em 3 volumes, publicada entre 1821 e 1822, contendo uma narrativa incompleta dos eventos extraordinários de sua vida pública.

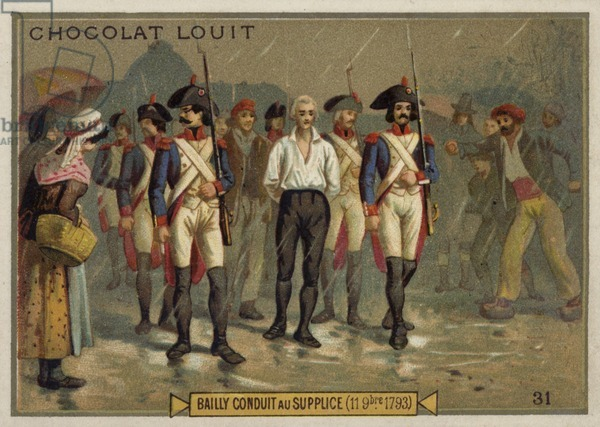
Bailly sendo levado à execução

Em julho de 1793, Bailly deixou Nantes para encontrar seu amigo Pierre Simon Laplace, em Melun, onde acabou por ser reconhecido e preso. Em 14 de outubro, foi pressionado a testemunhar contra Maria Antonieta, mas recusou-se. Em 10 de novembro de 1793, ele próprio foi levado perante o Tribunal Revolucionário, em Paris, e após um julgamento sumário, foi condenado à morte. Em 12 de novembro de 1793, foi guilhotinado no Campo de Marte, lugar escolhido como símbolo  de sua traição ao povo. A pequena bandeira vermelha que ele havia usado para dar a ordem de atirar na  multidão foi amarrada ao carrinho que o levou à guilhotina e queimada diante dele antes de sua execução Foi a rememoração desse evento, após 10 de agosto de 1793, juntamente com a perseguição de Marat, que levou  Bailly ao patíbulo. :213 Sob uma chuva gelada, diz-se que suportou com altivez os insultos da multidão. Quando um popular gritou "Tu tremes, Bailly?", ele respondeu: "Só de frio". 